# Liste des évêques d'Ivrée

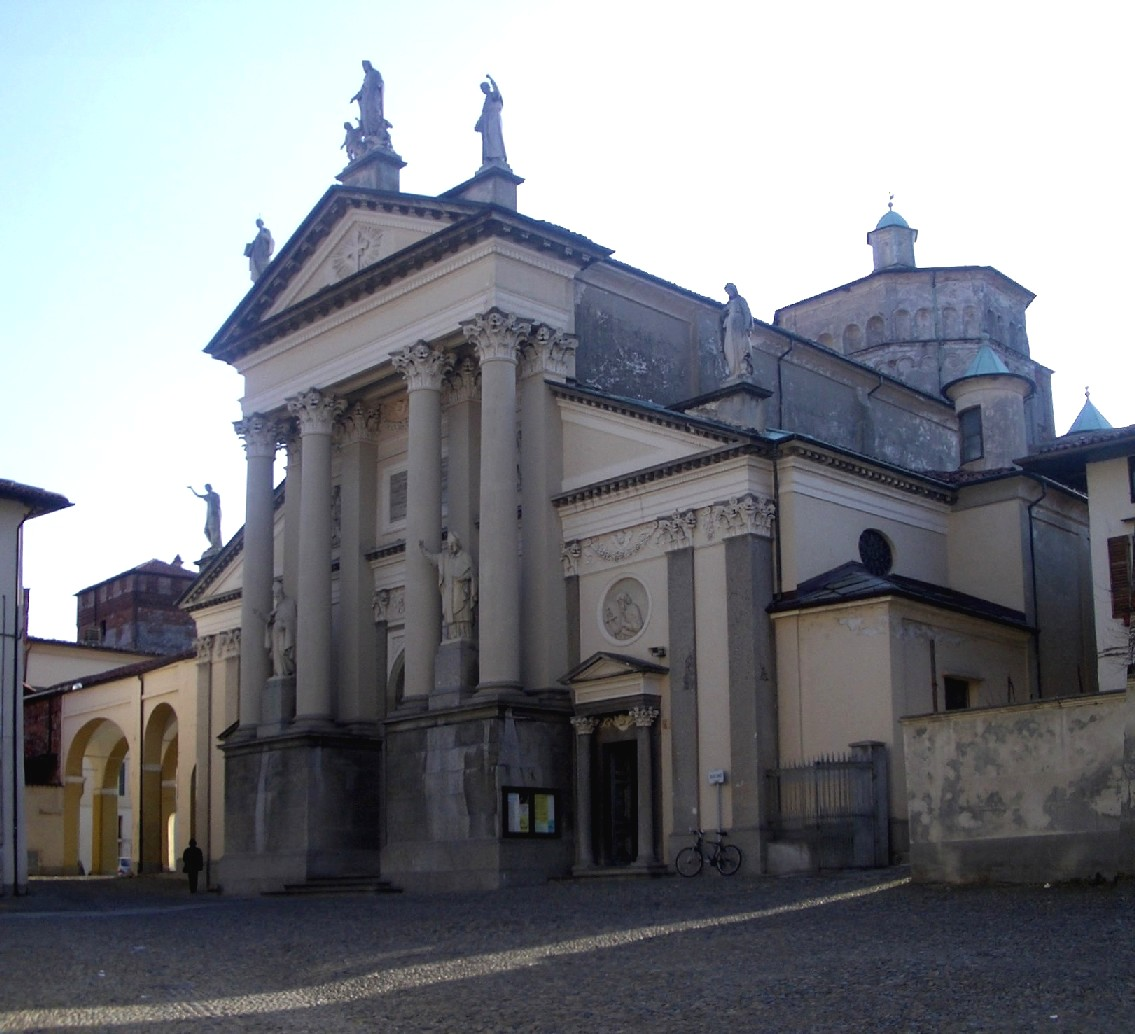
Cathédrale d'Ivrée.

La liste des évêques d'Ivrée recense les noms des évêques qui se sont succédé sur le siège épiscopal d'Ivrée, dans la région du Piémont en Italie. Le diocèse d'Ivrée est suffragant de l’archidiocèse de Turin. Le diocèse est fondé au milieu du IVe siècle, peut-être par Eusèbe de Verceil. Le premier évêque certain est Eulogius (c. 451). 

## Les évêques d'Ivrée

### Antiquité tardive et haut Moyen Âge
1. Eulalio † (mentionné  483)
2. Guillaume Ier † (mentionné 502)
3. Arnolfo † (mentionné 555)
4. Placide † (mentionné 591)
5. Antero Ier † (mentionné  618)
6. Désiré Ier † (mentionné   679)
7. Guillaume II † (mentionné  686)
8. Wibert I † (mentionné  705)
9. Antero II † (mentionné   724)
10. Besso † (mentionné  730)
11. Henri Ier † (mentionné  745)
12. Désiré II † (mentionné  790)
13. Joseph † (mentionné 844 et 853)
14. Azzo † (mentionné 867 et 877)

### Période médiévale
1. Valfredo † (mentionné   904)
2. Baterico † (mentionné   930)
3. Asmondo † (mentionné  938)
4. Joseph II † (mentionné   965)
5. Vérémond d'Ivrée (mentionné   1001 et 1011)
6. Octave † (mentionné  1011 et 1024)
7. Henri II † (mentionné  1029 et 1044)
8. Hugues † (mentionné  1053)
9. Henri III † (mentionné   1059)
10. Albert † (mentionné  1065)
11. Fédéric Ier † (mentionné   1072)
12. Oggero † (mentionné   1059)
13. Wiberto II † (mentionné  1090)
14. Corrado Ier † (mentionné   1097)
15. Pierre Ier † (menzionato nel 1118)
16. Guidon † (1123 - 1157)
17. Germain † (1158 - 1196)
18. Guidon II † (1196 - ?)
19. Bernard, O.S.B. † (1204 - 1205)
20. Pierre II, O.Cist. † (1205 - 1208)
21. Oberto de Bard † (1209 - 1228) (voir famille de Sarriod)
22. Giacomo † (1228 - ?)
23. Oberto II † (1237 - ?)
24. Corrado II † (1242 - ?)
25. Giovanni di Barone † (1245-1264)
26. Federico di Front e San Martino † (1264-1288)
27. Alberto Gonzaga, O.F.M. † (1288-1322)
28. Oberto Solaro † (1322 - ?)
29. Palladio Avogadro † (1326 - vers 1346)
30. Giacomo de Francisco, O.Cist. † (1346-1358)
31. Jean Mistral (Giacomo Mistrali) † (1358-1359)
32. Pierre de La Chambre (Pietro di Camera) † (1359-1373) (Maison de La Chambre en Maurienne)
33. Pietro Condono † (1375 - ?)
34. Pietro Codo † (1390 - ?)
35. Bonifacio di San Martino † (1399 - 1405)
36. Agostino, O.E.S.A. † (1405 - ?)
37. Giacomo Pomerio † (1417 - 1437)
38. Bonifacio † (1437 - ?)

### Période moderne
1. Giovanni Parella di San Martino † (1437-1479)
2. Domenico Manfredi, O.S.B. † (1479-1483)
3. Nicolò Garigliati † (1485-1497)
4. Bonifacio Ferrero † (1497-1509)
5. Giovanni Stefano Ferrero † (1509-1510)
6. Bonifacio Ferrero † (1511-1518) (deuxième fois)
7. Filiberto Ferrero † (1518-1549)
8. Sebastiano Ferrero † (1551 - 1563)
9. Ferdinando Ferrero † (1563-1580)
10. Cesare Ferrero † (1581-1612)
11. Enrico Silvio, O.Carm. † (1612-1612)
12. Giuseppe di Ceva † (1614-1633)
13. Ottavio Asinari, B. † (1634-1658)
14. Philibert Milliet de Faverges (Filiberto Millet de Faverges) † (1658-1663)
15. Pompeo Valperga † (1664-1669)
16. Giacinto Trucchi, O.P. † (1669-1698)
17. Alexandre Lambert de Soyrier † (1698-1706)
18. Silvio Domenico Nicola † (1727-1733)
19. Michele Vittorio Villa † (1741-1763)
20. Francesco Luserna Rorengo di Rorà † (1764-1768)

### Période contemporaine
1. Giuseppe Ottavio Pochettini † (1769-1803)
2. Giuseppe Maria Grimaldi † (1805-1817)
3. Columbano Giovanni Battista Carlo Gaspare Chiaverotti, O.S.B.Cam. † (1817-1818)
4. Luigi Paolo Pochettini † (1824-1837)
5. Luigi Moreno † (1838-1878)
6. Davide Riccardi † (1878-1886)
7. Agostino Richelmy † (1886-1897)
8. Matteo Angelo Filipello † (1898-1939))
9. Paolo Rostagno † (1939-1959)
10. Albino Mensa † (1960-1966)
11. Luigi Bettazzi † (1966-1999)
12. Arrigo Miglio (1999-2012)
13. Edoardo Aldo Cerrato, CO (2012-2024)
14. Daniele Salera (2024-)